# The Ballroom Blitz
"The Ballroom Blitz" is een nummer van de Britse band The Sweet. Het nummer verscheen niet op een studioalbum, maar werd in september 1973 uitgebracht als losstaande single.

## Achtergrond
"The Ballroom Blitz" is, net zoals de meeste nummers uit de beginperiode van The Sweet, geschreven door Nicky Chinn en Mike Chapman, en is geproduceerd door Phil Wainman. Het nummer is geïnspireerd door een incident tijdens een optreden van de band in het Schotse Kilmarnock op 27 januari 1973. Dit concert werd abrupt beëindigd toen het publiek allerlei objecten naar de band gooide, ook wel "bottlen" genoemd. De gitaar- en drumriffs van het nummer vertonen gelijkenissen met "Let's Stomp", een nummer van Bobby Comstock uit 1963. Het nummer verscheen in het Verenigd Koninkrijk nooit officieel op een studioalbum, maar in Noord-Amerika werd het in 1975 uitgebracht op de lokale versie van Desolation Boulevard, dat in de rest van de wereld al een jaar eerder verscheen.
"The Ballroom Blitz" werd een wereldwijde top 5-hit, waarbij het in Canada en Duitsland de eerste positie bereikte. In het Verenigd Koninkrijk en Australië behaalde de single de tweede plaats, terwijl het in de Verenigde Staten tot de vijfde plaats kwam. In Nederland werd respectievelijk de vierde en de tweede plaats gehaald in de Top 40 en de Daverende Dertig, terwijl het in de voorloper van de Vlaamse Ultratop 50 eveneens de tweede positie behaalde.
"The Ballroom Blitz" is gecoverd door diverse artiesten, waaronder Tia Carrere, The Damned met Lemmy, Les Humphries Singers (een nummer 1-hit in Nieuw-Zeeland), Krokus, Nuclear Assault, The Struts en Sophie Ellis-Bextor. Daarnaast is het gebruikt in vele andere media, waaronder de films Wayne's World, Bordello of Blood, Romanzo Criminale, Daddy Day Care en The Sandlot: Heading Home, en de televisieseries Life on Mars en Regular Show. Daarnaast zijn de openingsregels, waarin zanger Brian Connolly aan de overige bandleden vraagt of iedereen klaar is, enkele malen geparodieerd, waarinder in "Armageddon Days Are Here (Again)" van The The en "Vampire Money" van My Chemical Romance.

## Hitnoteringen

### Nederlandse Top 40
| Hitnotering: 29-09-1973 t/m 17-11-1973 | Hitnotering: 29-09-1973 t/m 17-11-1973 | Hitnotering: 29-09-1973 t/m 17-11-1973 | Hitnotering: 29-09-1973 t/m 17-11-1973 | Hitnotering: 29-09-1973 t/m 17-11-1973 | Hitnotering: 29-09-1973 t/m 17-11-1973 | Hitnotering: 29-09-1973 t/m 17-11-1973 | Hitnotering: 29-09-1973 t/m 17-11-1973 | Hitnotering: 29-09-1973 t/m 17-11-1973 | Hitnotering: 29-09-1973 t/m 17-11-1973 |
| Week                                   | 1                                      | 2                                      | 3                                      | 4                                      | 5                                      | 6                                      | 7                                      | 8                                      |                                        |
| -------------------------------------- | -------------------------------------- | -------------------------------------- | -------------------------------------- | -------------------------------------- | -------------------------------------- | -------------------------------------- | -------------------------------------- | -------------------------------------- | -------------------------------------- |
| Positie                                | 14                                     | 4                                      | 4                                      | 5                                      | 6                                      | 11                                     | 18                                     | 33                                     | uit                                    |

### Daverende Dertig
| Hitnotering: 29-09-1973 t/m 10-11-1973 | Hitnotering: 29-09-1973 t/m 10-11-1973 | Hitnotering: 29-09-1973 t/m 10-11-1973 | Hitnotering: 29-09-1973 t/m 10-11-1973 | Hitnotering: 29-09-1973 t/m 10-11-1973 | Hitnotering: 29-09-1973 t/m 10-11-1973 | Hitnotering: 29-09-1973 t/m 10-11-1973 | Hitnotering: 29-09-1973 t/m 10-11-1973 | Hitnotering: 29-09-1973 t/m 10-11-1973 |
| Week                                   | 1                                      | 2                                      | 3                                      | 4                                      | 5                                      | 6                                      | 7                                      |                                        |
| -------------------------------------- | -------------------------------------- | -------------------------------------- | -------------------------------------- | -------------------------------------- | -------------------------------------- | -------------------------------------- | -------------------------------------- | -------------------------------------- |
| Positie                                | 8                                      | 4                                      | 2                                      | 3                                      | 6                                      | 11                                     | 18                                     | uit                                    |

### NPO Radio 2 Top 2000
| Nummer met noteringen in de NPO Radio 2 Top 2000 | '00 | '01 | '02 | '03 | '04 | '05 | '06  | '07  | '08 | '09  | '10  | '11  | '12 | '13  | '14  | '15 | '16  | '17  | '18  | '19  |
| ------------------------------------------------ | --- | --- | --- | --- | --- | --- | ---- | ---- | --- | ---- | ---- | ---- | --- | ---- | ---- | --- | ---- | ---- | ---- | ---- |
| The Ballroom Blitz                               | 179 | -   | 531 | 553 | 645 | 772 | 1074 | 1254 | 843 | 1492 | 1527 | 1512 | -   | 1565 | 1814 | -   | 1742 | 1918 | 1900 | 1751 |

1. ↑  Een '-' betekent dat het nummer niet was genoteerd en een vetgedrukt getal geeft de hoogste notering aan.
2. ↑  2000 was het eerste jaar met een notering voor dit nummer.
3. ↑  Deze tabel is bijgewerkt tot en met de laatste editie (2024).